# جنگ بزرگ یوکای
جنگ بزرگ یوکای (به ژاپنی: 妖怪大戦争) فیلمی در ژانر فانتزی و کودکان به کارگردانی تاکاشی میکه است که در سال ۲۰۰۵ منتشر شد. از بازیگران آن می‌توان به چیاکی کوری‌یاما اشاره کرد.